# Greenwich, Connecticut
Greenwich är en kommun (town) i Fairfield County i delstaten Connecticut, USA med cirka 61 101 invånare (2000).